# باوندری بند، ویکتوریا
باوندری بند (به انگلیسی: Boundary Bend) یک شهرک در استرالیا است که در ویکتوریا (استرالیا) واقع شده‌است.
این منطقه از نظر انتخاباتی،زیر نظر Mildura است و جمعیت آن در سال ۲۰۱۱، دویصد و پنجاه و چهار نفر اعلام شد.